# Volksislam

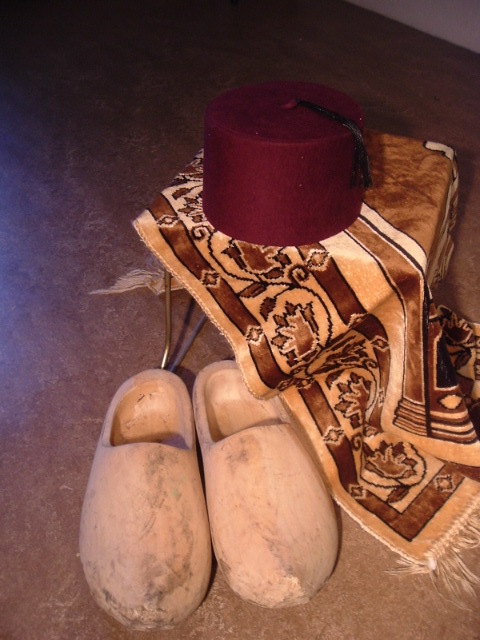
Klompen, gebedsmatje en een fez in Nederland

Naast de 'officiële' islam bestaat er ook de volksislam die onder de niet-orthodoxe volksmassa in islamitische landen een belangrijk element in het dagelijks leven inneemt en die van plaats tot plaats vormen kan aannemen die in detail verschillen. Het is een samensmelting van de islam en pre-islamitische gebruiken, veelal animistisch van oorsprong. Zo spelen bijgeloof, magie, het boze oog, het vereren van heiligdommen en tovenarij een belangrijke rol.
Het katholiek equivalent van volksislam is volksdevotie.